# Струга (притока Гнилої Липи)
Стру́га — річка в Україні, у Рогатинському районі Івано-Франківської області. Права притока Гнилої Липи (басейн Дністра).

## Опис
Довжина річки приблизно 9 км. Висота витоку над рівнем моря — 330 м., висота гирла — 230 м., падіння річки — 100 м., похил річки — 11,12 м/км. Формується з багатьох безіменних струмків.

## Розташування
Бере початок на східній стороні від села Дички. Тече переважно на південний схід і в селі Залужжя впадає у річку Гнилу Липу, ліву притоку Дністра. 
Річку перетинає автомобільна дорога Н09. 
Населені пункти вздовж  берегової смуги: Заланів, Малий Заланів, Черче, Потік.